# غيلوار (فلم)
غيلوار (بالفرنسية: Guelwaar)، هُو فيلم دراما سنغالي فرنسي صدر سنة 1993، وقد أخرجه وكتب نصه عثمان سيمبين. فاز الفيلم بميدالية رئيس مجلس الشيوخ الذهبية ضمن الدورة التاسعة والأربعين من مهرجان البندقية السينمائي.

## وصلات خارجية
مقالات تستعمل روابط فنية بلا صلة مع ويكي بيانات